# Сантехническая нить
Нить сантехническая - Синтетический материал со специальной герметизирующей пропиткой на основе силикона, который выглядит как нить с плоским сечением, обычно белого цвета. Чаще всего изготавливается из волокон полиамида (нейлон), реже нить изготавливают из фторопласта (PTFE; Тефлон), при этом фторопластовая сантехническая нить не требует пропитки обеспечивая герметичность соединения только за счет свойств самого материала.

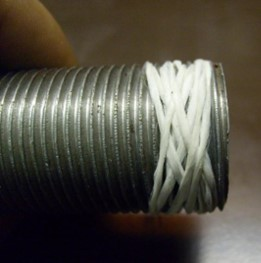
сантехническая нить на резьбе

Сантехническая нить позволяет надежно герметизировать резьбовые соединения в различных трубопроводных системах холодного горячего водоснабжения, отопления и газоснабжения, при этом данный уплотнительный материал достаточно предсказуем в использовании и не требует от пользователя большого опыта или навыков.

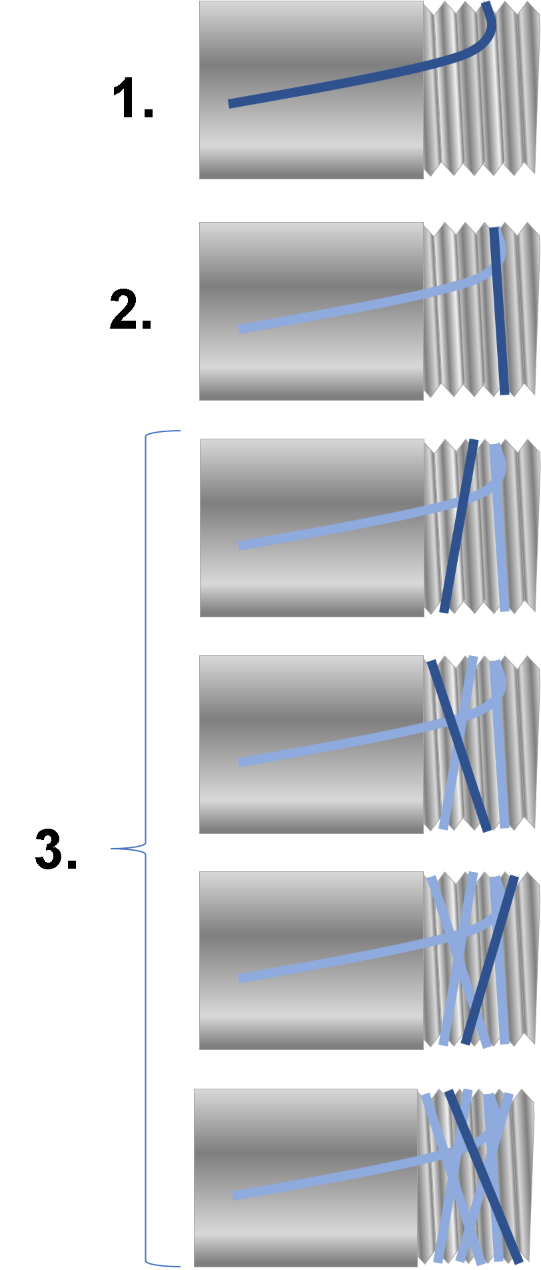
намотка сантехнической нити на резьбу